# أندريان نيكولايف
أندريان غريغوريفيتش نيكولاييف  (الروسية: Андриян Григорьевич Николаев) (تشوفاش والروسية: أندريان جريجوريفيتش نيكولاييف ؛ 5 سبتمبر 1929 - 3 يوليو 2004) رائد فضاء سوفيتي. من عرقية تشوفاش.
حاز وسام بطل الاتحاد السوفيتي مرتين. اللواء الطيران العام. أول رائد فضاء شارك في تجربة عسكرية في الفضاء (مع بافل بوبوفيتش).

## نشأته
وُلد أندريان غريغوريفيتش نيكولاييف في 5 سبتمبر 1929 في سورسيلي، وهي قرية في منطقة تشوفاش في وادي نهر الفولغا، وقضى وقته يكبر في مزرعة جماعية. أحب نيكولاييف فكرة الطيران حتى عندما كان طفلاً. عندما كان صغيراً اهتمام نيكولاييف بالطيران يتجلى في أنه تسلق الأشجار مع أصدقائه وادعى أنه سيغادر من هناك. لم يشجع القرويين هذه السلوكيات ولم يقم نيكولايف بالهروب من أي أشجار.

## معرض صور

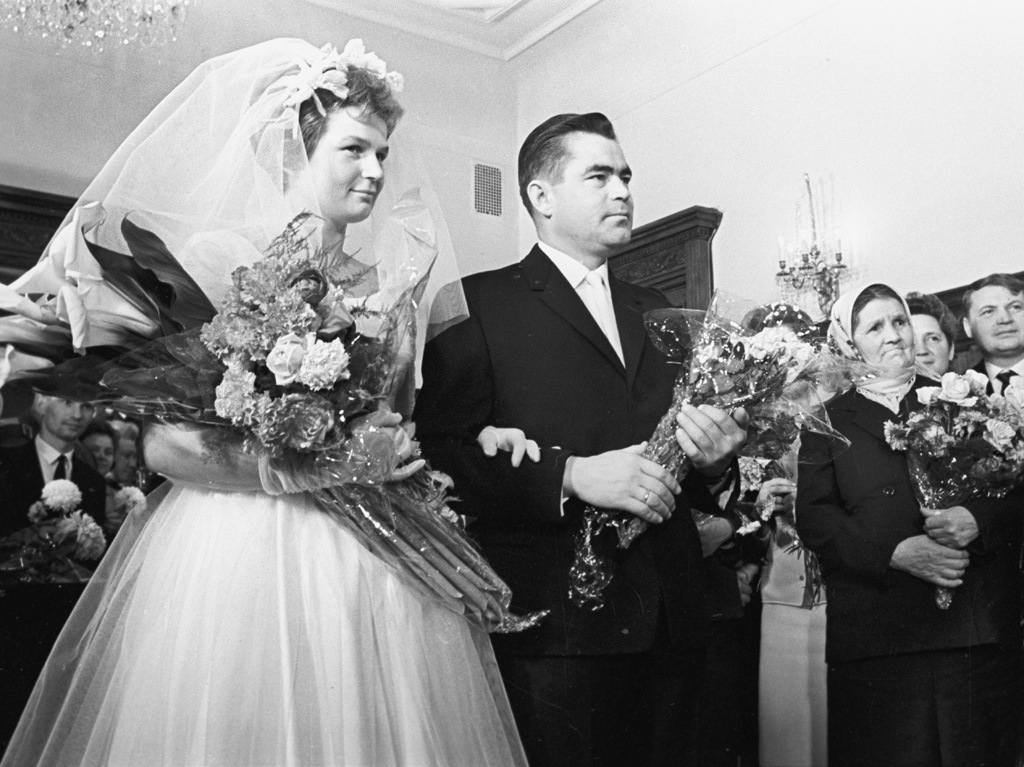
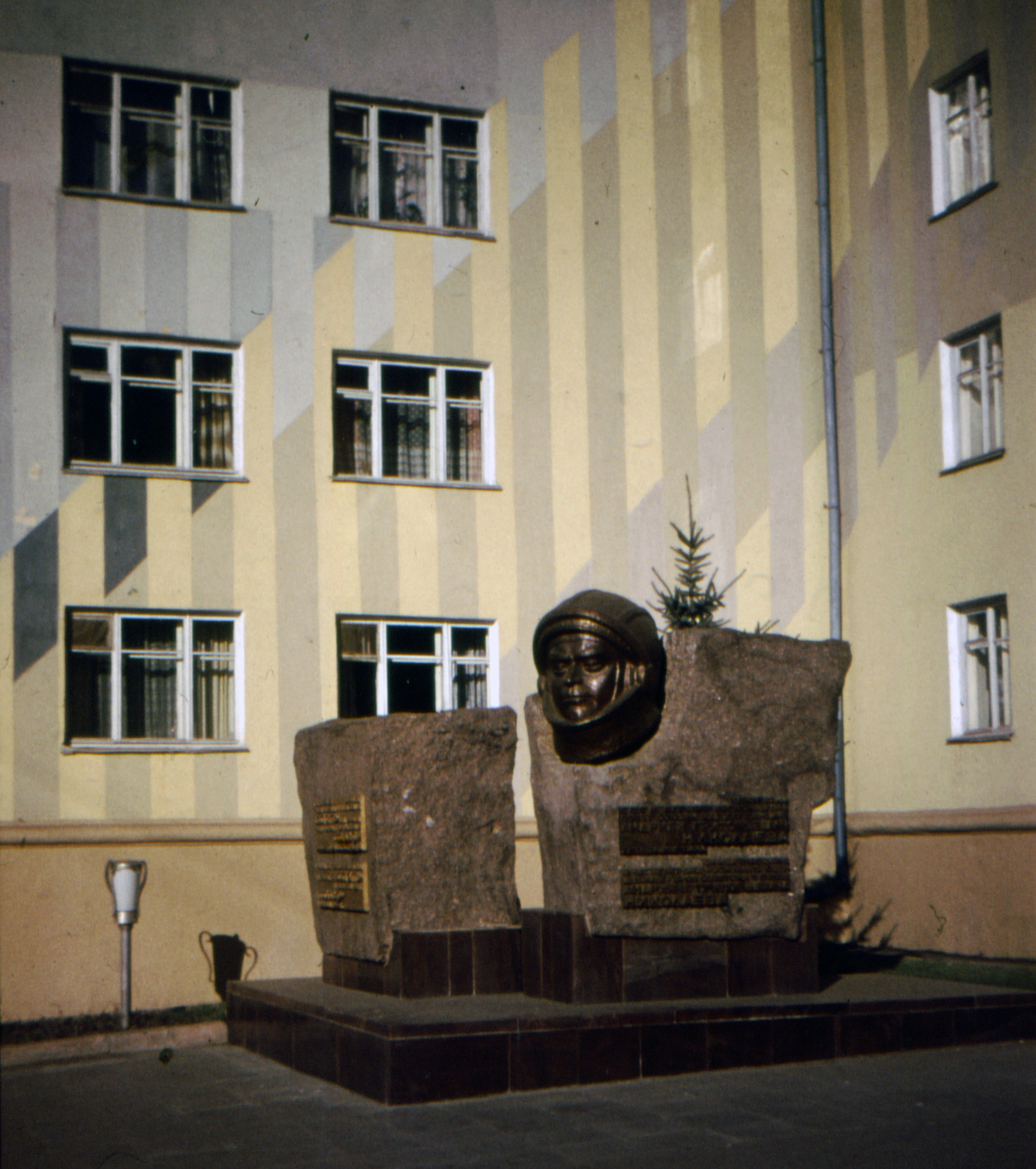
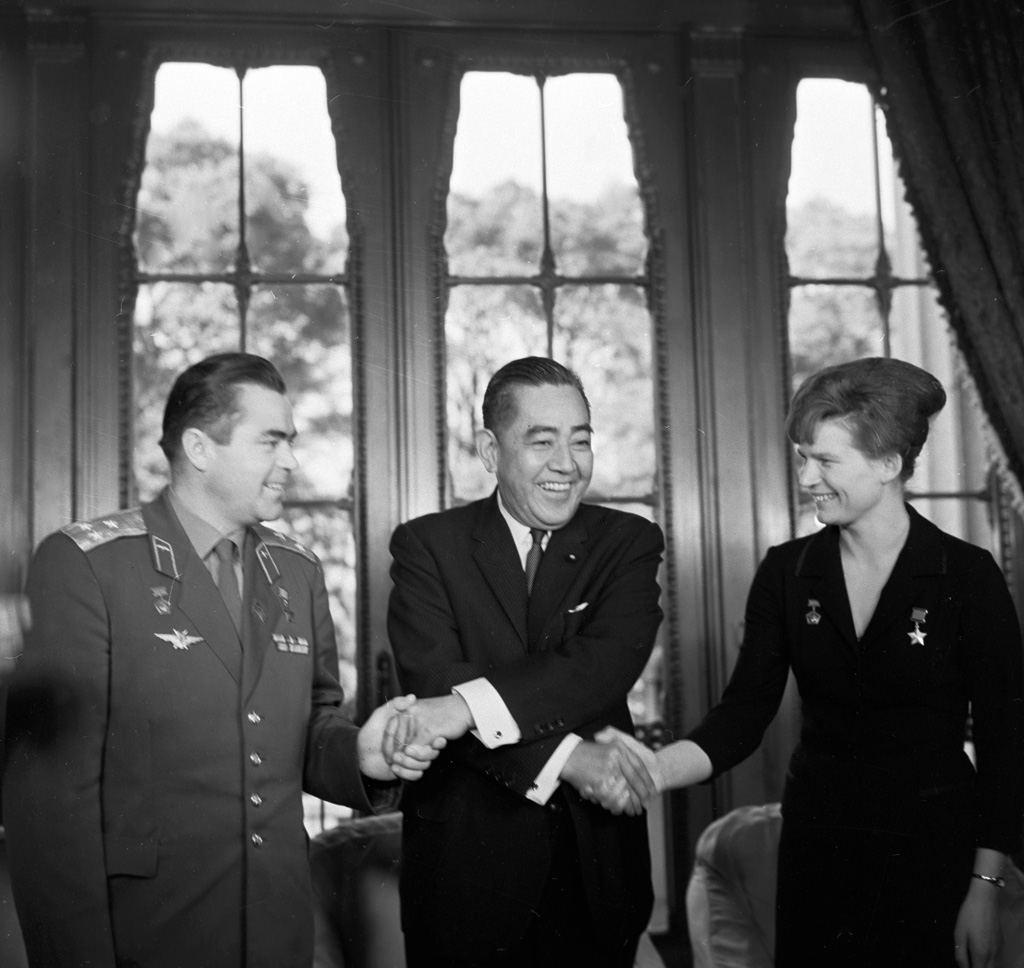
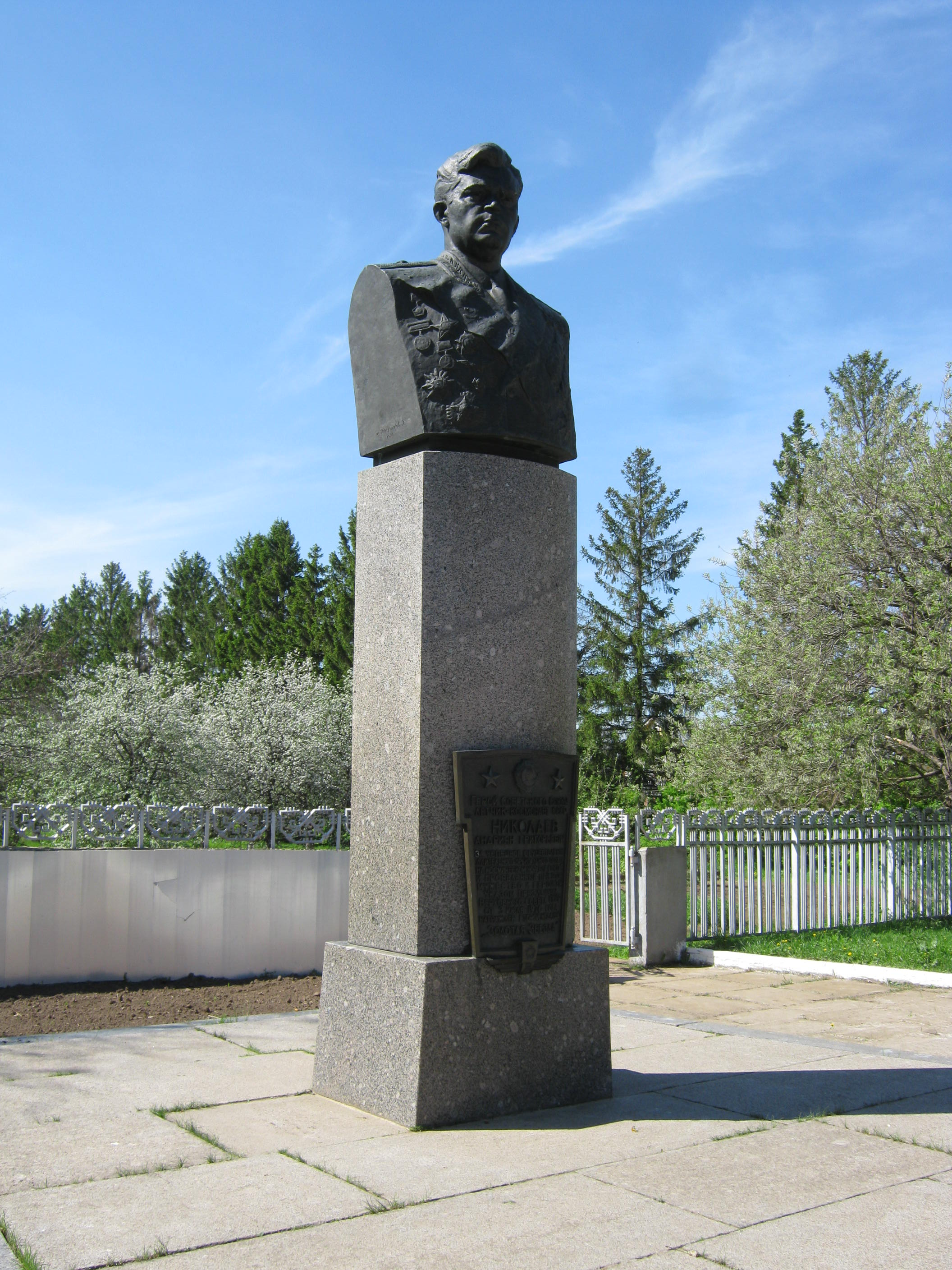

## روابط خارجية
- أندريان نيكولايف على موقع الموسوعة البريطانية (الإنجليزية)
- أندريان نيكولايف على موقع مونزينجر (الألمانية)
- أندريان نيكولايف على موقع إن إن دي بي (الإنجليزية)